# Дом-музей Чайковского (Алапаевск)
Дом-музей Чайковского (Алапаевск) — мемориальный музей П. И. Чайковского. Открыт в 1965 году в доме бывшего управляющего Алапаевского горного округа И. П. Чайковского, где композитор провёл часть своего детства, с 1849 по 1850 г. Является филиалом Свердловского областного краеведческого музея. Единственный на Среднем Урале музыкальный музей.

## Семья Чайковских в Алапаевске
Илья Петрович Чайковский, горный инженер, в 1849 году был назначен управляющим Алапаевским и Нижненевьянским металлургическими заводами и переехал в Алапаевск со всей семьёй. Петру Чайковскому в то время было 9 лет. Через год будущий композитор был отправлен учиться в Петербург. Семья проживала в доме управляющих Алапаевского горного округа, построенном в 1830-е годы, с 1849 по 1852 год. Здесь родились братья-близнецы Петра Чайковского — Модест и Анатолий.

## История музея

В. Б. Городилина за работой

Основу собрания музея составила коллекция музыкальных инструментов XVI—XX вв., принадлежавшая основателю и первому директору музея Вере Борисовне Городилиной. В. Б. Городилина (1911—2003) — музыкальный педагог, художник, коллекционер уникальных музыкальных инструментов всех времён и народов, заслуженный работник культуры РСФСР (1990), Академик Академии искусств и художественных ремесел им. Демидовых (1994), почётный гражданин города Алапаевска (1999).
Работая преподавателем по классу фортепиано в Алапаевской музыкальной школе, она долгие годы собирала материалы об обстоятельствах жизни П. И. Чайковского в Алапаевске, делала зарисовки, мастерила миниатюрные макеты комнат дома, где жили Чайковские. Параллельно с этим, собирала коллекцию музыкальных инструментов мира и делала их уменьшенные копии.
7 мая 1965 года, в день 125-летия великого композитора, по инициативе Городилиной в здании дома пионеров была открыта мемориальная комната с экспозицией «Чайковский в Алапаевске». Впоследствии она переросла в мемориальный музей, открытый в 1990 году. Руководство музеем на общественных началах Вера Борисовна осуществляла с 1965 по 1982 годы.

## Музей сегодня
В настоящее время экспозиция музея состоит из двух разделов. Мемориальный раздел посвящён жизни семьи Чайковских в Алапаевске, где залы музея — это комнаты дома управляющего, в которых представлены документы, личные вещи, обстановка, в том числе рояль фирмы «Вирт». В коллекционном разделе представлены музыкальные инструменты народов мира (Европа, народные инструменты, музыкальные инструменты народов Африки и Азии) из коллекций В. Б. Городилиной и музыканта Константина Ковальского. Многие музыкальные инструменты, представленные в экспозиции, звучат.
Дом-музей П. И. Чайковского входит в ассоциацию музыкальных музеев и коллекций России.